# توهم تکرار
توهم فرکانس (همچنین به عنوان پدیده بادر-ماینهوف شناخته می‌شود)، یک سوگیری شناختی است که در آن فرد پس از اینکه اخیراً متوجه یک مفهوم، کلمه یا محصول خاص می‌شود، بیشتر متوجه آن می‌گردد.